# Battuca
Bátyafalva, 1910 előtt Battuca (románul: Bătuța) falu Romániában, Arad megyében.

## Fekvése
Lippától 38 kilométerre délkeletre, a Maros jobb partján fekszik.

## Nevének eredete
Neve a Maros túlpartján fekvő Batta nevéből, román kicsinyítő képzővel keletkezett. Először 1782–85 között, a Habsburg Birodalom katonai térképén Batusa, majd Fényes Elek 1851-ben megjelent művében, Batucza alakban szerepel.

## Története
Valószínűleg a 18. században települt, román lakossággal. A mai templomot megelőző fatemplom 1799-ben épült. 1830 körül 2400 holdas határa nagy részét bükkös–tölgyes erdők és szilvások foglalták el, csak 300 hold szántóföldje és 120 hold rétje volt. Özvegy Kaszonyi Alojzia birtokolta. Határa nagyrészt ma is erdő és gyümölcsös.
1880-ban 386 lakosából 370 volt román, 11 cigány és 5 német anyanyelvű; 374 ortodox, 6 görögkatolikus és 6 zsidó vallású.
2002-ben 96 lakosából 95 volt román és 1 magyar nemzetiségű; 93 ortodox és 3 baptista vallású.
A település a Trianoni békeszerződés előtt Arad vármegye Máriaradnai járásához tartozott.

## Gazdasága
- Fontos kőbányája (diarit) közvetlenül a műút és a vasút mellett fekszik.

## További információk

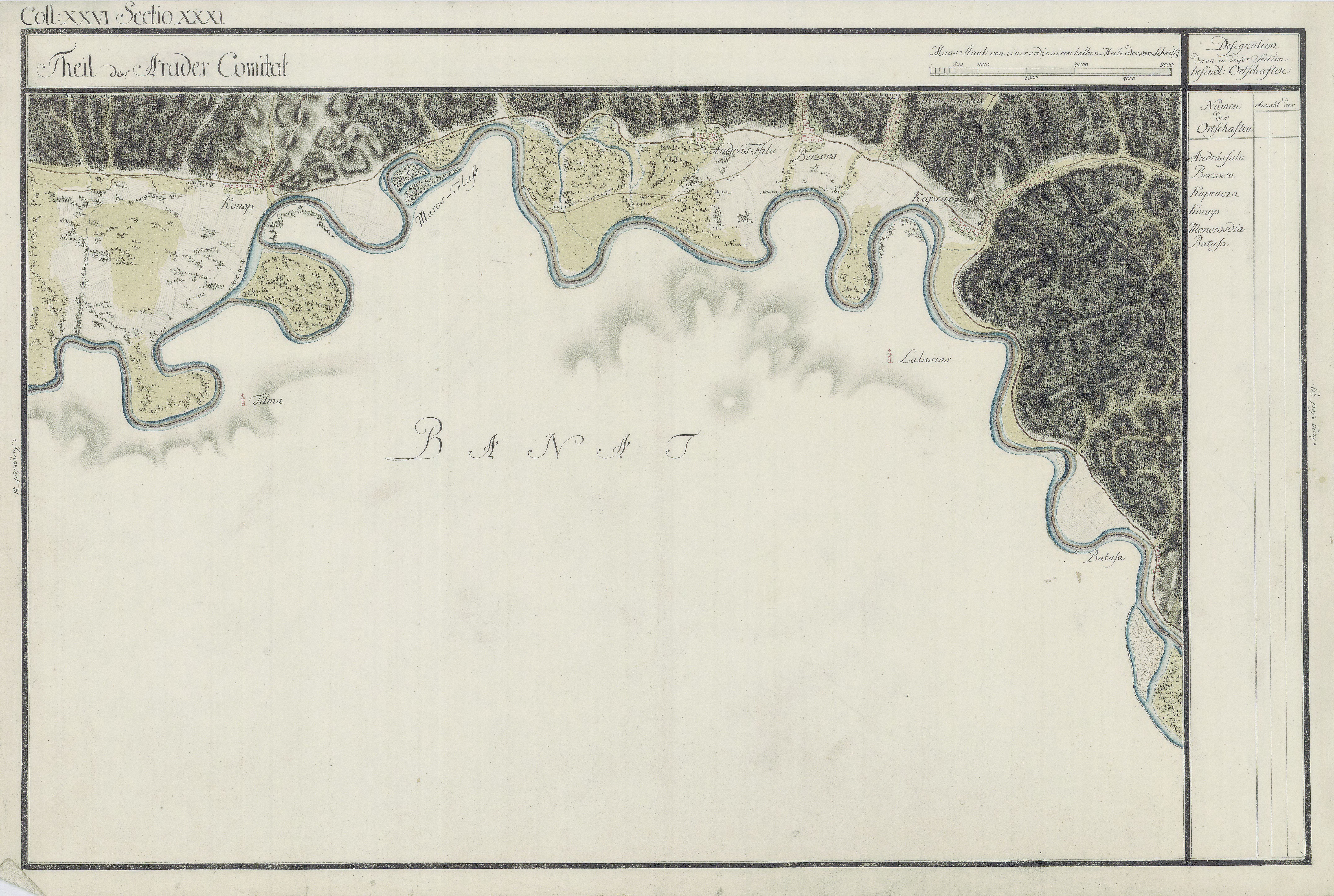
A környék térképe 1783–85-ből, a falu első említésével